# Auron
Auron je lyžařské středisko v departementu Alpes-Maritimes a v regionu Provence-Alpes-Côte d'Azur ve Francii. Středisko má 135 kilometrů sjezdovek v nadmořské výšce 1 600 až 2 450 metrů ve francouzských Alpách. Nachází se nad údolím Tinée poblíž města Saint-Étienne-de-Tinée a 95 kilometrů severně od Nice. Středisko je součástí skupiny Stations du Mercantour, spolu s Isola 2000 a St. Dalmas.

## Sjezdovky a lanovky
Auron má celkem 43 sjezdovek (k prosinci 2015), včetně 3 zelených, 16 modrých, 15 červených a 9 černých sjezdovek. Celkem je zde 135 km sjezdovek pro lyžování a snowboarding.
Auron má v současné době 3 kabinkové lanovky, 9 sedačkových lanovek, 3 lyžařské vleky a jeden lyžařský vlek s nízkým vedením lana. Kapacita všech zařízení je asi 21 000 osob za hodinu.
Auron má vybavení pro závodní slalom a snowpark.
Středisko je vybaveno sněhovými děly a sjezdovky jsou udržovány sněžnými rolbami.
Středisko je oblíbené mezi celebritami a boháči, kteří žijí na francouzské Riviéře.